# Oláhkocsárd község
Oláhkocsárd község (románul: Comuna Cucerdea) község Maros megyében, Romániában. Központja Oláhkocsárd, beosztott falvai Bord, Oláhsályi.

## Népessége
A 2011-es népszámlálás adatai alapján a község népessége 1525 fő volt.